# Jack Farthing
Jack Farthing, född 14 oktober 1985 i London, är en brittisk skådespelare.
Farthing har bland annat medverkat i TV-serierna The Serial Killer's Wife och Rain Dogs. Han har även medverkat i filmen Spencer.

## Filmografi (i urval)
- 2013–2014 – Blandings (TV-serie) (13 avsnitt)
- 2015–2019 – Poldark (TV-serie)
- 2020 – Love Wedding Repeat
- 2021 – Spencer
- 2023 – Rain Dogs (TV-serie)
- 2023 – The Serial Killer's Wife (TV-serie)